# Fonzie
Arthur Herbert Fonzarelli (bedre kendt som "Fonzie" eller "The Fonz") er en fiktiv karakter, spillet af Henry Winkler i den Amerikanske sitcom Glade Dage (1974-1984). Han var oprindeligt en biperson, men blev hurtigt placeret i en hovedrolle, da han begyndte at overgå de andre karakterer i popularitet.
Produceren og forfatter til Glade Dage, Bob Brunner, skabte både Arthur Fonzarellis kaldenavn "Fonzie", og også lægge-ned-udtrykket Sit on it. Karaktererne var stereotype greaser's (teenagere fra arbejderklassen), der ofte kørte på motorcykel og klassificerede essensen af coolness, i modsætning til Fonzies vennekreds.
I 1999 TV Guide rangerede han som nummer 4 af de 50 største største TV-Figurer på Alle tiders liste.
Fonzie dukkede op for første gang i den første episode af Sæson 1 og var en af kun to karakterer (sammen med Howard Cunningham) som vises i alle 255 episoder.